# ブニェヴァツ人
ブニェヴァツ人（ブニェヴァツじん、ブニェヴァツ語・クロアチア語・セルビア語:Bunjevci / Буњевци、ハンガリー語:bunyevácok）は、セルビア・ヴォイヴォディナのバチュカ地方、およびハンガリー南部のバーチ・キシュクン県、特にバヤ（Baja）に居住する南スラヴ人の民族集団である。16世紀から17世紀にかけてヘルツェゴヴィナ地方からダルマチア地方、そしてリカ（Lika）、バチュカへと移住したものと考えられている。これらの地域（こんにちのボスニア・ヘルツェゴヴィナおよびクロアチア）に住む、ブニェヴァツ人の起源と考えられる人々は、独自の地域的・民族的アイデンティティを保持しつつ、自らの属する民族は「クロアチア人」と考えている。セルビアに住むブニェヴァツ人らは、自らの民族認識を「ブニェヴァツ人」、「クロアチア人」あるいは「ユーゴスラビア人」としている。
ブニェヴァツ人の大部分はカトリック教徒であり、シュト方言のイ方言に属する言語を話す。この言語には特徴的な古風な表現が残っている等の特徴があり、「ブニェヴァツ語」あるいは「ブニェヴァツ方言」と呼ばれる。18世紀から19世紀ごろは、ブニェヴァツ人はバチュカ北部で一定規模の民族集団を築き上げていたが、後にその多くがハンガリー人に同化され、またその他の者でもセルビア人やクロアチア人としての民族自認を持つ者もいる。

## 呼称

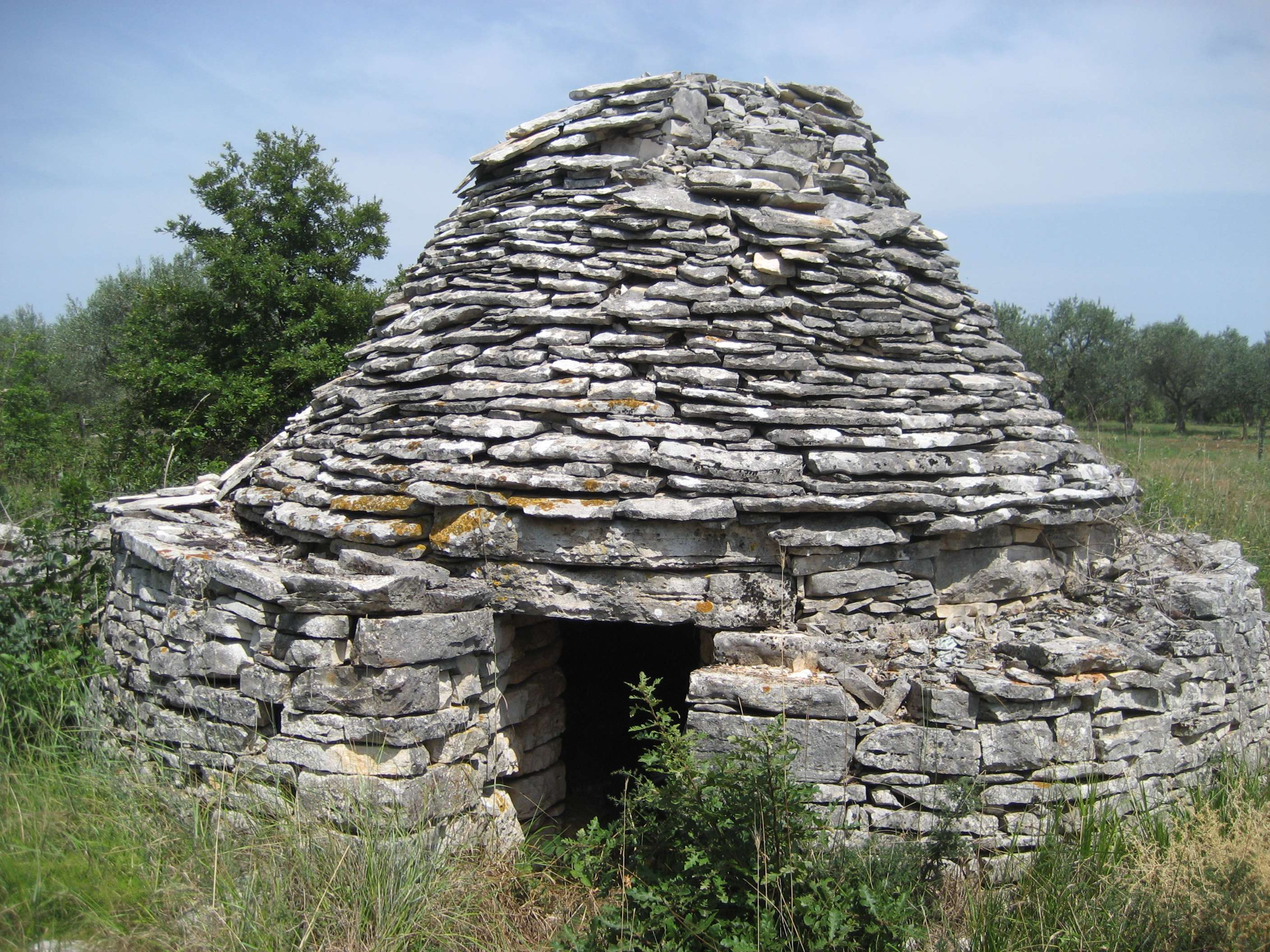
イストラの「ブニャ」の家

ブニェヴァツ人の語源に関しては複数の説がある。最も有力な説としては、ブニェヴァツ人の故地と考えられるヘルツェゴヴィナ中部を流れるブナ川（Buna）に由来するというものである。この説はマリヤン・ラノソヴィッチ（Marijan Lanosović）が提唱し、ヴーク・カラジッチやルドルフ・ホルヴァト（Rudolf Horvat）、イヴァン・イヴァニッチ（Ivan Ivanić）、イヴァン・アントノヴィッチ（Ivan Antonović）、イヴァーニ・イシュトゥヴァーン（István Iványi）、ミヨ・マンディッチ（Mijo Mandić）などがこの説を支持している。このほかの説として、ダルマチア地方に古くからある石造りの家「ブニャ（Bunja）」に由来するというものがある。
ブニェヴァツ人はブニェヴァツ語ではブニェヴツィ（Bunjevci、発音はセルビア・クロアチア語発音: [ˈbŭɲɛʋtsi]）と呼ばれる。これはクロアチア語（Bunjevci）およびセルビア語（Буњевци）でも同様であり、またこの他の言語ではハンガリー語でブニェヴァーツォク（bunyevácok）、ドイツ語でブニェヴァッツェン（Bunjewatzen）と呼ばれる。

## 歴史

### 近代以前

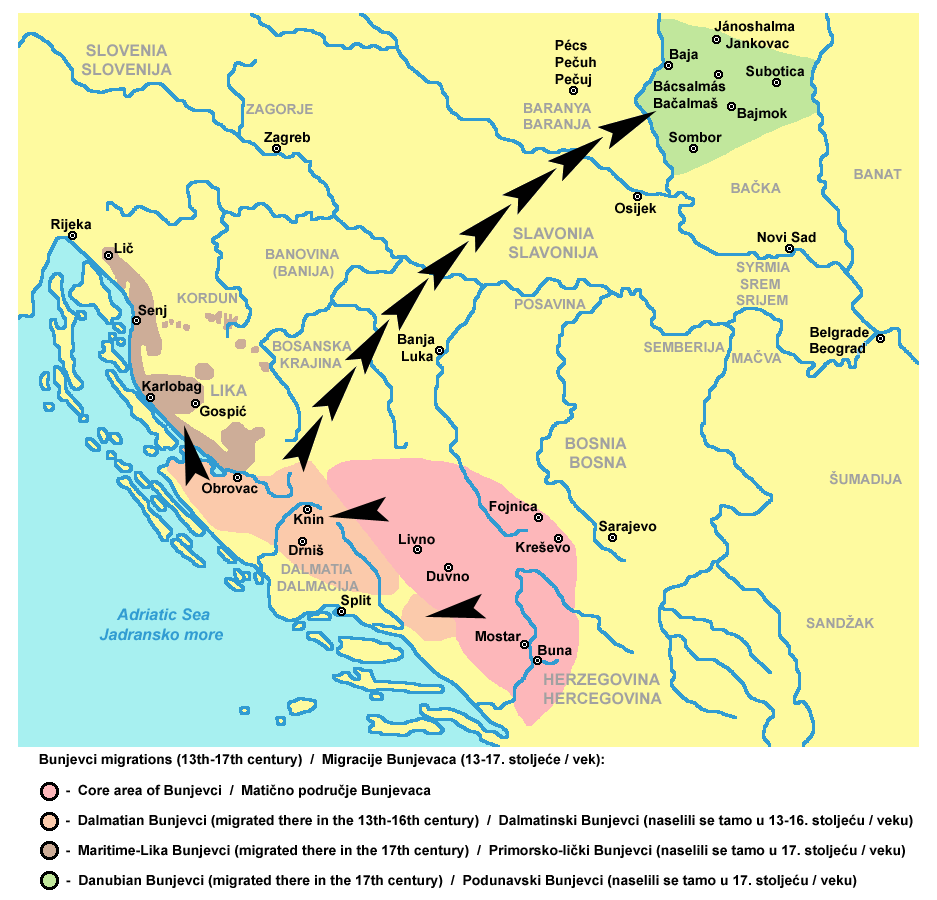
13世紀から17世紀にかけてのブニェヴァツ人の移動

ブニェヴァツ人がはじめてバチュカ北部の街・スボティツァに住み着いたのは1526年であるとの説がある。また別の文献によると、ブニェヴァツ人はオスマン帝国と戦う傭兵として、フランシスコ会修道士に率いられて、ダルマチア（ザダル後背の内陸部・ラヴニ・コタリ Ravni Kotari）からリカ、ポドゴリェ（Podgorje (Velebit)：セニ、ヤブラナツ　 （Jablanac）、クリヴィ・プト（Krivi Put）、クラスノ（Krasno）などを含む一帯で、この地域に住む人々は「沿海ブニェヴァツ人」とも呼ばれる）、西ヘルツェゴヴィナ（ブナ川周辺）、チトルク（Čitluk）、メジュゴリェなどの地域に、1682年、1686年および1687年に現れたとされている。歴史上の文献では、ブニェヴァツ人は様々な名前で呼ばれている。
1788年にオーストリアで初めての国勢調査が行われ、この中でブニェヴァツ人は「イリュリア人」、その言語は「イリュリア語」として記録されている。この調査によると、スボティツァに17,043人の「イリュリア人」が居住しているとされている。1850年のオーストリア国勢調査ではブニェヴァツ人は「ダルマチア人」と呼ばれ、スボティツァには13,894人の「ダルマチア人」が記されている。しかし、ブニェヴァツ人は古くから自身を「ブニェヴァツ人」と呼んできた。1869年から1910年の国勢調査ではいずれもブニェヴァツ人を固有の民族として記しており、その呼び名は「bunyevácok（ブニェヴァツ人）」あるいは「dalmátok（ダルマチア人）」となっている。1880年の国勢調査では、スボティツァには26,637人のブニェヴァツ人が記録されており、1982年の国勢調査ではその数は31,824に増えている。1910年の調査では、スボティツァの人口の35.29%は「その他」とされているが、その多くは実際にはブニェヴァツ人であったと考えられる。
19世紀から20世紀初頭にかけて、数万人のブニェヴァツ人がマジャル化（magyarization）されてハンガリー人に同化しているものと推定されている。また、この時代にクロアチア人の民族自認を受容したブニェヴァツ人もおり、スボティツァの司教イヴァン・アントゥノヴィッチ（Ivan Antunović、1815年 - 1888年）などのカトリック聖職者を中心に、ブニェヴァツ人やショカツ人は「クロアチア人」と呼ばれるべきであるとの論が支持された。
1880年に政党「ブニェヴァツ党（Bunjevačka stranka）」が設立された。この時代、ブニェヴァツ人はクロアチア人の一部であるか、あるいは別の独立した民族であるかについて多様な見解があった

### ユーゴスラビア時代

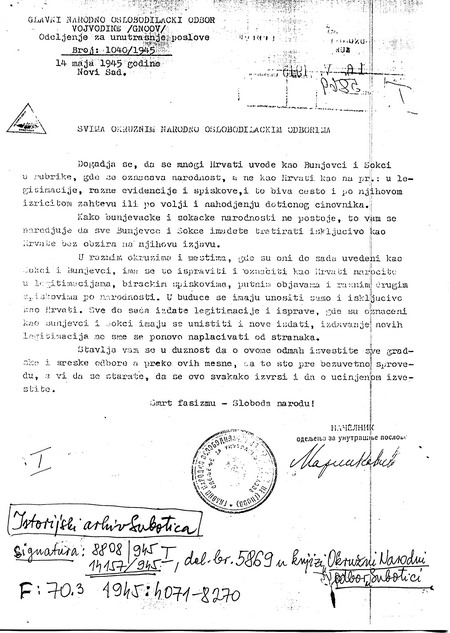
1945年5月14日のヴォイヴォディナ最高人民解放委員会による命令。この中でブニェヴァツ人およびショカツ人はその民族自認に関わらずクロアチア人とみなされるべきであるとしている。

1918年10月、ブニェヴァツ人はスボティツァにて民族の委員会を開催し、バナト・バチュカおよびバラニャ（Banat, Bačka and Baranja）のハンガリー王国からの離脱とセルビア王国への統合を決定した。この決定は1918年11月にノヴィ・サドで開催された、バナト・バチュカおよびバラニャのセルビア人・ブニェヴァツ人およびその他スラヴ人大人民評議会でも採択された。後にセルビア王国はセルビア人・クロアチア人・スロベニア人王国へと統合され、バチュカに住むブニェヴァツ人の大部分がクロアチア人と同じ王国の国民となった。
1921年にセルビア人・クロアチア人・スロベニア人王国によって行われた国勢調査では、スボティツァの人口の66.73%にあたる60,699人が「セルビア語またはクロアチア語」の話者として記録されている。1931年のユーゴスラビア王国の国勢調査では、スボティツァの人口のうち44.29%にあたる43,832人がブニェヴァツ人となっている。
第二次世界大戦後期、パルチザンの将軍ボジダル・マスラリッチ（Božidar Maslarić）は1944年11月にソンボルおよびスボティツァで開催された国家評議会にて、また将軍イヴァン・ルカヴィナ（Ivan Rukavina）は同年12月にスボティツァのタヴァンクト（Tavankut）にて、ユーゴスラビア共産党の名の下に、ブニェヴァツ人はクロアチア人であると宣言した。ユーゴスラビア連邦人民共和国が成立した1944年以降、共産主義政府はブニェヴァツ人およびショカツ人をクロアチア人の一部とみなし、1948年の国勢調査では、民族自認としてブニェヴァツ人あるいはショカツ人と回答した場合クロアチア人と記録された。ブニェヴァツ人としての独自の民族性が否定されていたこの時代、彼らはクロアチア人へと同化され、独自の言語も失われるのではないかと危惧していた。1953年および1961年の国勢調査でも、ブニェヴァツ人はすべてクロアチア人として記録された。1971年の国勢調査では、ブニェヴァツ人団体の求めに従って、スボティツァ市ではブニェヴァツ人を独立した民族として記録した。この中で、スボティツァ市の人口の10.15%を占める14,892がブニェヴァツ人として記録されている。しかし、自治州および連邦の統計では、ブニェヴァツ人およびショカツ人はクロアチア人と統合されている。1981年の国勢調査でもブニェヴァツ人の要求に従い、スボティツァ市は総人口の5.7%にあたる8,895人をブニェヴァツ人として記録している。

### ユーゴスラビア崩壊後

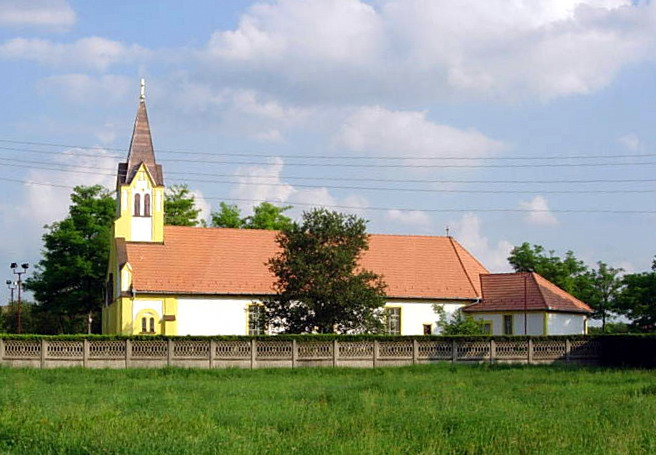
ビコヴォのカトリック大聖堂

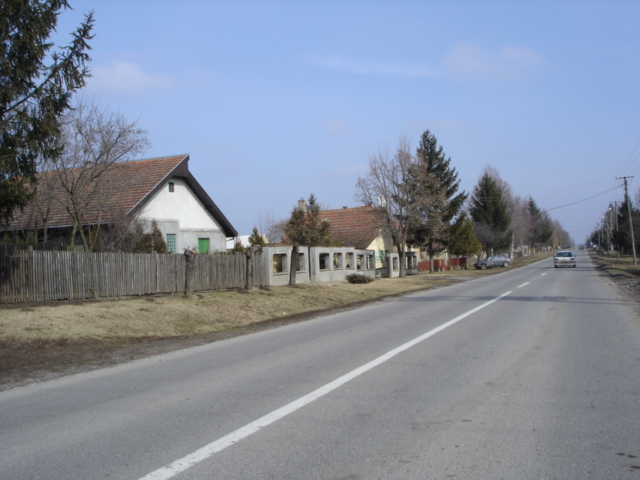
ブニェヴァツ人の住む村、マラ・ボスナ（Mala Bosna）

1990年代のユーゴスラビアの崩壊の中で、ブニェヴァツ人は独自の民族として認められるようになった。1996年にはブニェヴァツ人はこの地域の本来的な民族のひとつとして認定された。
しかし、ブニェヴァツ人の間では民族自認に関する問題が終わったわけではなかった。1991年の国勢調査では、ヴォイヴォディナ全域で21,434人（うちスボティツァでは市の人口の11.7%にあたる17,527人）が、自身をブニェヴァツ人と回答した一方、74,808人がクロアチア人と回答している。2002年の国勢調査ではヴォイヴォディナで19,766人（うちスボティツァで10.59%にあたる19,766人）がブニェヴァツ人、56,546人がクロアチア人と回答した。ただし、ヴォイヴォディナのクロアチア人がすべてブニェヴァツ人ではなく、ショカツ人やその他のクロアチア人（第二次世界大戦後にヴォイヴォディナに入植した29,111人のクロアチア人など）も含まれている。
スボティツァ市では、1991年にブニェヴァツ人は17,439人、クロアチア人は16,369人であった。古くからのブニェヴァツ人の村であるドニ・タヴァンクト（Donji Tavankut）では、989人がブニェヴァツ人、877人がクロアチア人、600人がユーゴスラビア人と回答している。1996年にスボティツァ市が独自に実施した調査によると、自身をブニェヴァツ人であり、民族的にはクロアチア人に属すると考えている者がこの村に多数いた一方、民族的にブニェヴァツ人でありクロアチア人ではないと考えている者もいた。また調査では、ブニェヴァツ人のクロアチア人性に肯定的な者と否定的な者の違いが、少数民族の権利擁護に消極的な当時のセルビア政府の姿勢への支持と不支持の違いと関連があることが示された。
その後も、ブニェヴァツ人たちの間で、「ブニェヴァツ人」が独自の民族であるかクロアチア人の一部であるかについては見解はわかれている。
2005年初頭、ヴォイヴォディナ州政府が、次年度より学校で民族文化などについて述べる際に「ブニェヴァツ語（bunjevački）」という用語を使用できると決定し、ふたたびブニェヴァツ人に関する問題が注目された。この決定に対して、ブニェヴァツ人をクロアチア人と考える人々は抗議を示した。彼らは、少数民族の権利はその民族の人口によるのであり、自分たちはクロアチア人でいる方が良いと考えている。逆の立場の人々は、クロアチア人がブニェヴァツ人を同化しようとしているとして非難した。2011年、ブニェヴァツ人の政治家ブラシュコ・ガブリッチ（Blaško Gabrić）とブニェヴァツ人委員会はセルビア政府に対して、ブニェヴァツ人の民族性を否定するクロアチア人に対する法的訴訟を始めるよう求め、ブニェヴァツ人の民族性否認はセルビア共和国の憲法に反すると主張した。

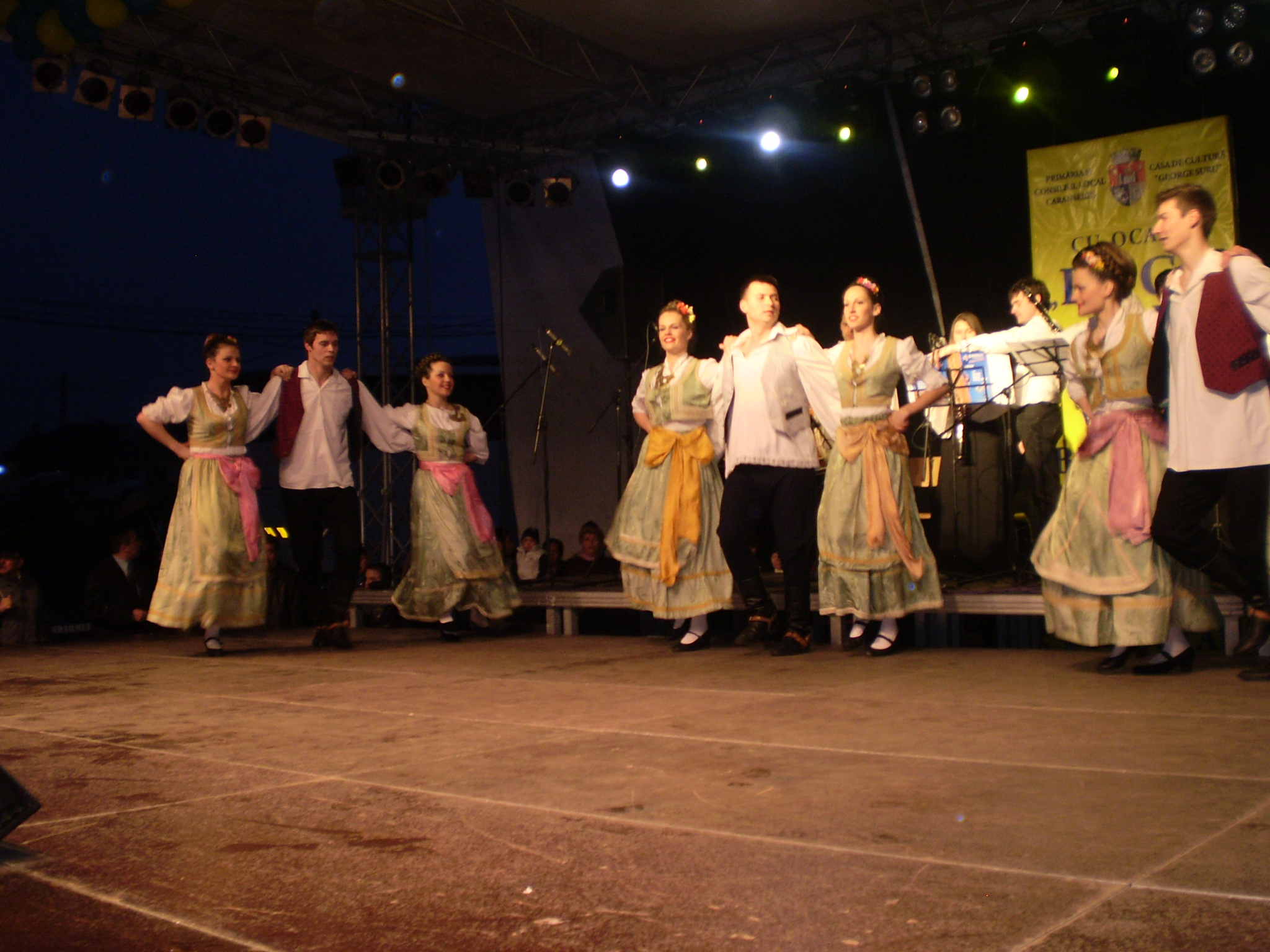
民族衣装をまとってダンスをするブニェヴァツ人たち

ハンガリーでは、ブニェヴァツ人は独自の少数民族とは認められておらず、彼らはクロアチア人として扱われる。ブニェヴァツ人の団体が2006年4月に、ブニェヴァツ人をハンガリーに歴史的に存在してきた独自の民族として認めるよう求める署名を募り始めた。60日が経過したあと、2000を超える署名があつまりうち1700程度が選挙管理委員会によって有効と認められたため、ブダペストのハンガリー国民議会は2007年1月9日までにこの問題に対する対応を決める必要が生じた。これは、ハンガリーで1992年に少数民族法が成立して以来、初めてのことであった。2006年12月18日、ハンガリー国民議会はこの要求を否決した（賛成18、反対334）。この決定は、ブニェヴァツ人の独自の民族性を否定するハンガリー科学アカデミーの調査に基づいたものであった（調査ではブニェヴァツ人はクロアチア人の一部であるとしている）。また、この要求に反対したクロアチア人の代表者らによる影響もあった。
ヴォイヴォディナのブニェヴァツ人委員会は、ヴォイヴォディナ人民民主党の党首で2007年1月のセルビア議会選挙の民主党の候補者となっていた、自らを民族的にブニェヴァツ人と認識しているミルコ・バイッチ（Mirko Bajić）を推薦することを決定した。

## 地理

### セルビア

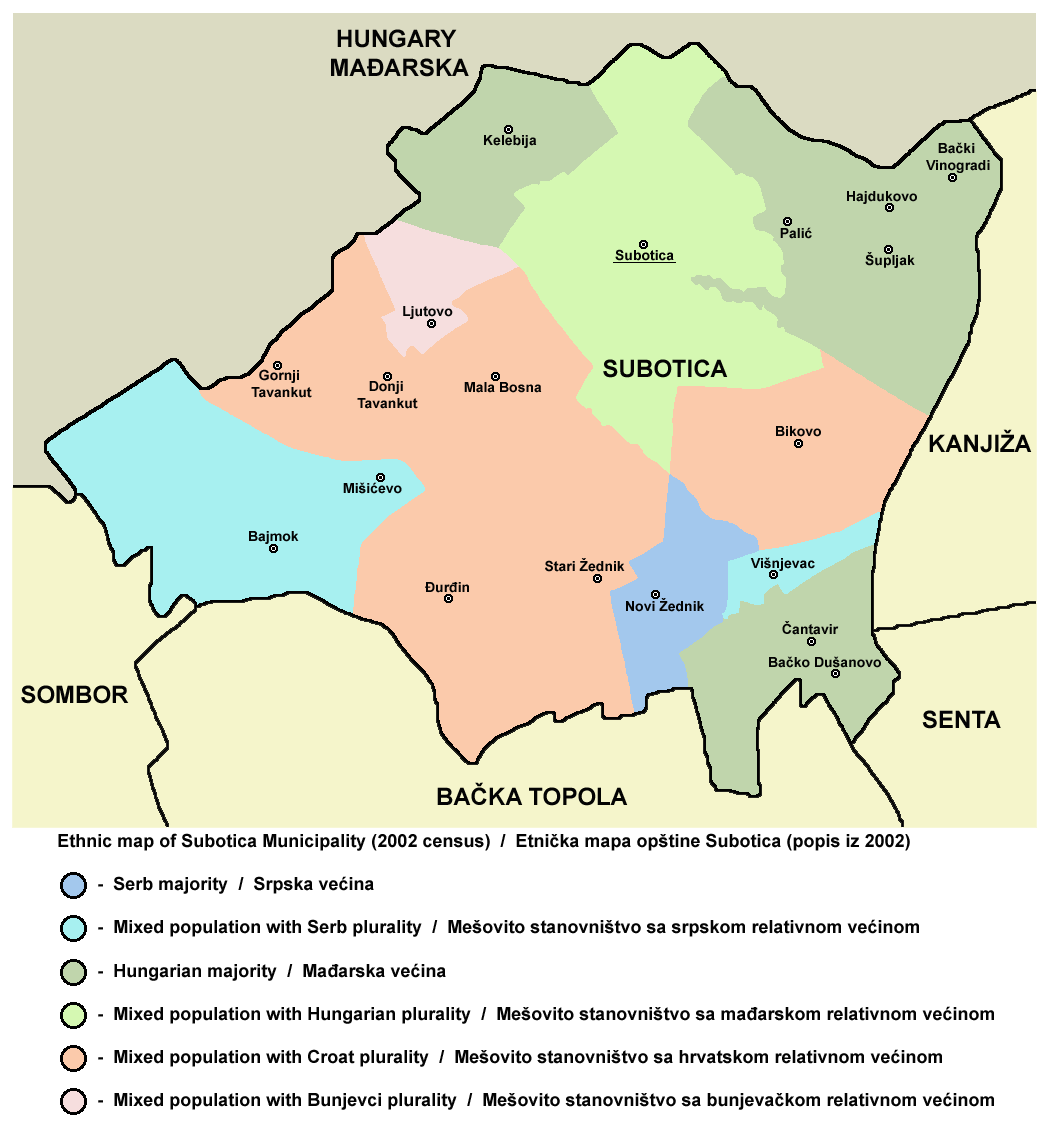
スボティツァ市における地区別の民族分布図。ドニ・タヴァンクトやマラ・ボスナ、ビコヴォなどの地区でクロアチア人が比較多数、リュトヴォでブニェヴァツ人が比較多数となっている。

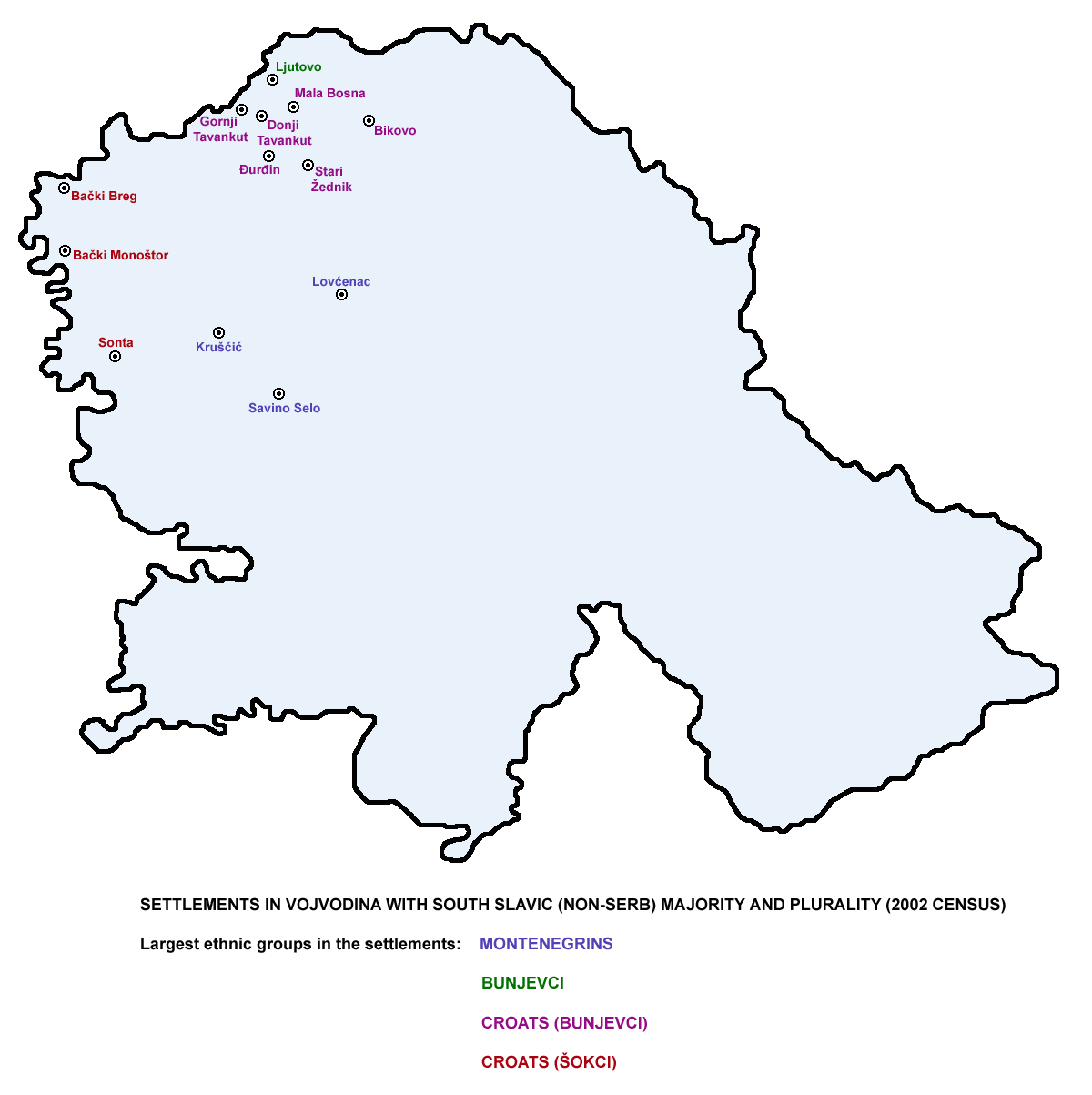
2002年の国勢調査によるヴォイヴォディナの南スラヴ系少数民族の分布図。自治州の北端近く、スボティツァに近いドニ・タヴァンクトなどの数カ所でブニェヴァツ系とみられる「クロアチア人」、リュトヴォでブニェヴァツ人が比較多数となっている。西端の「クロアチア人」はショカツ系とみられる。

セルビアでは、ブニェヴァツ人はヴォイヴォディナ自治州の北部、バチュカ地方に多く住んでいる。自治州憲章ではブニェヴァツ人はヴォイヴォディナの構成民族として認められている。ブニェヴァツ人が多数住む村は以下のとおりである:
- リュトヴォ（Ljutovo）
- ビコヴォ（Bikovo）
- ゴルニ・タヴァンクト（Gornji Tavankut）
- ドニ・タヴァンクト（Donji Tavankut）
- ジュルジン（Đurđin）
- マラ・ボスナ（Mala Bosna）
- スタリ・ジェドニク（Stari Žednik）

これらの村落はいずれもスボティツァ市にある。2002年の国勢調査においてブニェヴァツ人は、自身をブニェヴァツ人と回答する者とクロアチア人と回答する者とに別れ、また一部はユーゴスラビア人と回答した。このなかでリュトヴォではブニェヴァツ人との回答がクロアチア人との回答数を上回ったが、その他の村落ではクロアチア人との回答のほうが多かった。
これ以外にもバチュカ北部から西部にかけて、多数派にはならないもののブニェヴァツ人が居住している。ブニェヴァツ人の住む村は大部分がスボティツァ市かソンボル市の範囲にある。ブニェヴァツ人の数が最も多いのはスボティツァ市街（10,870人）であり、ブニェヴァツ人の文化的・政治的中心地となっている。この他にブニェヴァツ人の多く住む街としてはソンボル（2,222人）やバイモク（Bajmok、1,266人）などがある。

### ハンガリー
ハンガリーでブニェヴァツ人の多く住む街は以下のとおりである:
- バヤ（Baja、263人）
- ガラ（Gara、201人）
- カティマール（Katymár、ブニェヴァツ語ではカチマル Kaćmar。136人）

歴史的にブニェヴァツ人が多数住んでいたが、こんにちでは70人以下となっている街は以下のとおりである（かっこ内はブニェヴァツ語での呼称）:
- チャーヴォイ（Csávoly、チャヴォリ Čavolj）
- フェルシェーセンティヴァーン（Felsőszentiván、ゴルニ・スヴェティ・イヴァン Gornji Sveti Ivanあるいはゴルニ・センティヴァン Gornji Sentivan）
- バーチャルマーシュ（Bácsalmás、アリマシュ Aljmaš）
- チケーリア（Csikéria、チケリヤ Čikerija）
- バーチュボコド（Bácsbokod、ビキチ Bikić）
- マーテーテルケ（Mátételke、メテヴィチ Matević）
- ヴァシュクート（Vaskút、バシュクト Baškutあるいはヴァシュクト Vaškut）

## 文化

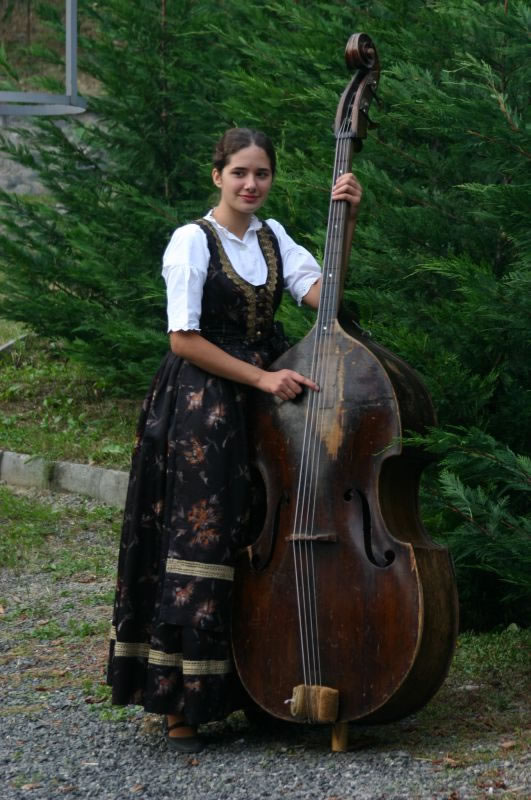
民族衣装をまとったブニェヴァツ人の女性

バチュカにおけるブニェヴァツ人の文化的な中心地はスボティツァである。クロアチアに住む沿海ブニェヴァツ人の中心地はセニである。セニにはブニェヴァツ人の博物館がある他、サッカークラブ「ブニェヴァツ」、ブニェヴァツ通りなどといった名称にもなっている。
バチュカのブニェヴァツ人は伝統的にその土地に根付いて農業を営んできた民であり、バチュカ北部に孤立して作られたサラシュ（salaš）と呼ばれる農場は、ブニェヴァツ人の重要なアイデンティティの一部となっている。ブニェヴァツ人の祭りの多くは、大地や、作物や馬の生育を祝うものであり、以下のような祭りがある:
- ドゥジヤンツァ（Dužijanca） - 作物の収穫を祝うものであり、多くの観光客が訪れる。バイモク（Bajmok）やタヴァンクトなどのブニェヴァツ人の多く住む村々や、スボティツァ市街でもみられる。ドゥジヤンツァでは農作に感謝する宗教的儀礼や、通りの行進、舞踊や音楽などが行われる。
- クルスノ・イメ（Krsno ime） - 家族の守護聖人を祝福する
- クラリツェ（Kraljice） - ペンテコステの日に行われる儀礼
- ディヴァン（Divan） - 若い男女が親のいないところで歌い、踊る。19世紀中頃には教会によって禁止されていた。

ブニェヴァチュケ・ノヴィネ（Bunjevačke novine、「ブニェヴァツ新報」）はブニェヴァツ語の新聞であり、スボティツァで発行されている。